# اسکار کوروچانو
اسکار کوروچانو (انگلیسی: Oscar Corrochano؛ زادهٔ ۶ سپتامبر ۱۹۷۶) بازیکن فوتبال اهل اسپانیا است.
از باشگاه‌هایی که در آن بازی کرده‌است می‌توان به باشگاه فوتبال آینتراخت فرانکفورت، باشگاه فوتبال کیکرز اوفنباخ، باشگاه فوتبال دارمشتات ۹۸، و باشگاه فوتبال اشبورن ۱ اشاره کرد.